# Paul Pozozza Museum
Das Paul Pozozza Museum (PPM) ist ein 1984 in Düsseldorf gegründeter Künstlerzusammenschluss.

## Gründung

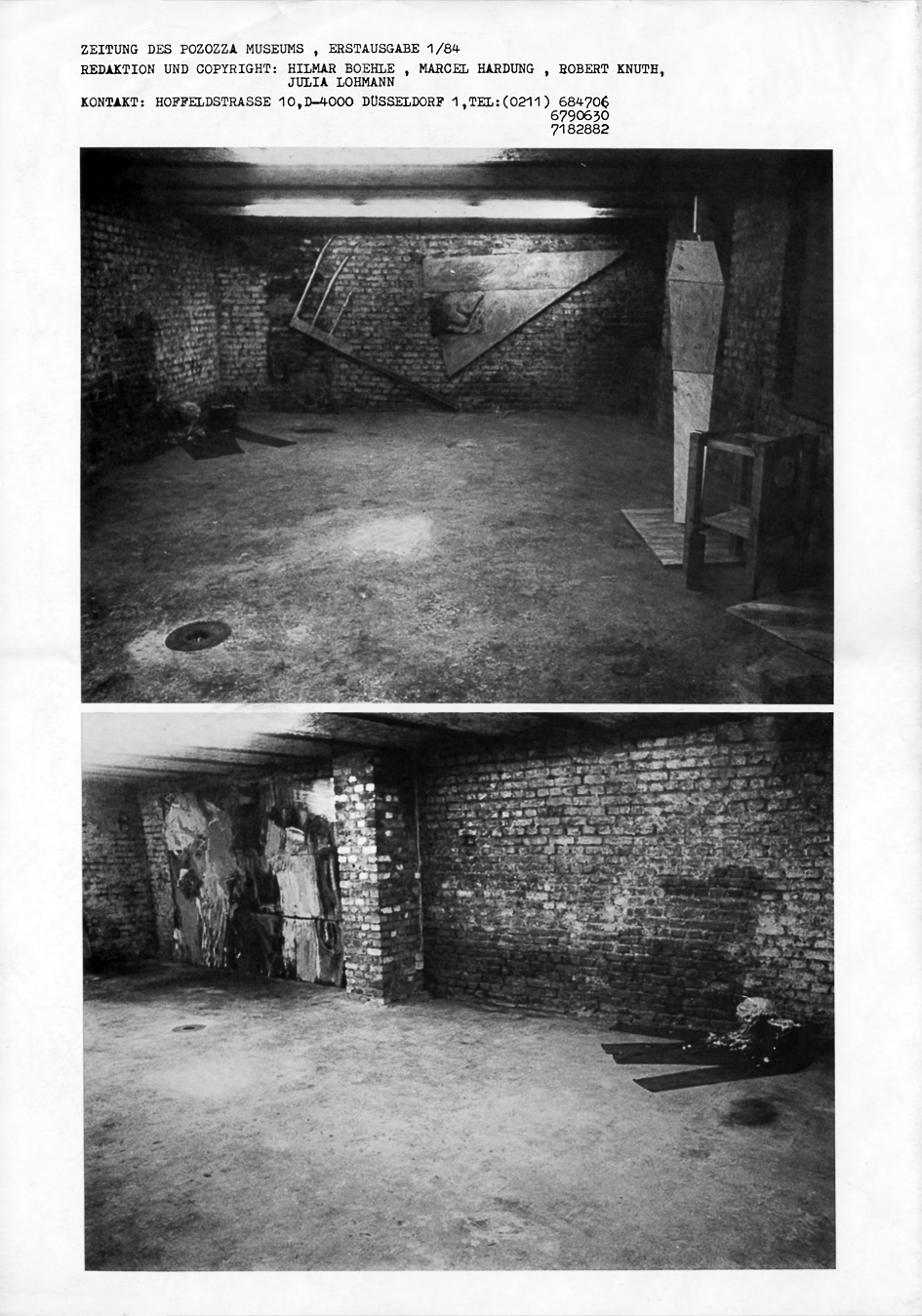
Fürstenwall 204, Zeitung des Pozozza Museums, Erstausgabe 1/84

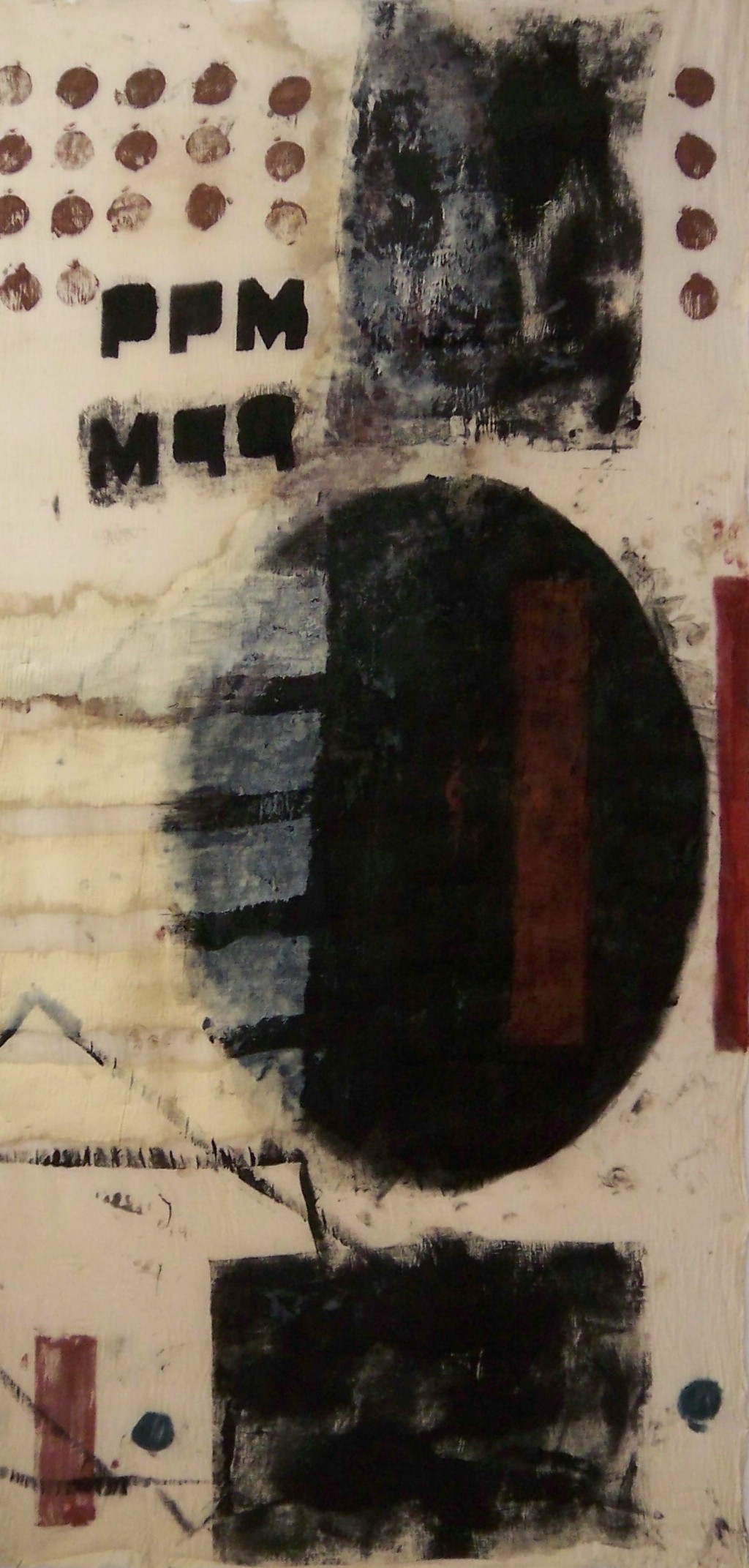
Adolphe Lechtenberg: Fahne für das Paul Pozozza Museum, 220 × 106 cm, Acryl, Lackfarbe, Metallack und Siebdruckfarbe auf Schleiernessel, 1990

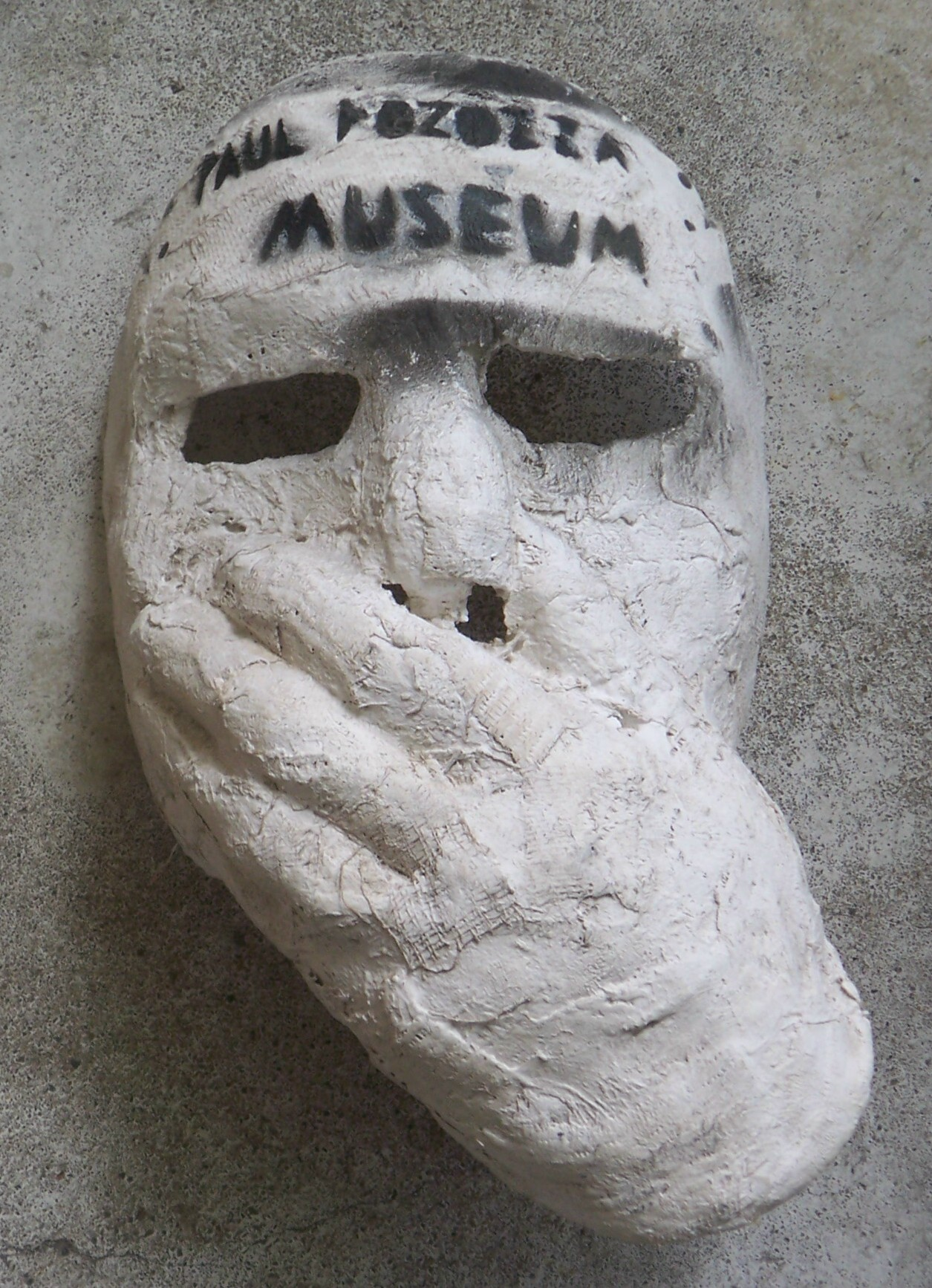
Adolphe Lechtenberg: Maske Paul Pozozza Museum, Lebensgröße, Gips, Sprayfarbe, 1990

Das PPM wurde 1984 von den Düsseldorfer Künstlern Hilmar Boehle, Marcel Hardung, Robert Knuth und Julia Lohmann gegründet und mit einer Ausstellung in Düsseldorf am Fürstenwall 204 am 5. Mai 1984 eröffnet. Es handelt sich beim Paul Pozozza Museum nicht um ein tatsächliches Museum im herkömmlichen Sinne. Vielmehr ist es ein Künstlerzusammenschluss, der unter dem Pseudonym PPM unabhängige künstlerische Projekte verwirklichte. Ergänzt wurde der Kreis der vier Gründungsmitglieder schließlich von Adolphe Lechtenberg. Ungefähr ab 1991 waren Robert Knuth und Hilmar Boehle nicht mehr beteiligt. Sie arbeiteten weiterhin gemeinsam an experimentellen Ausstellungsprojekten, jedoch nicht mehr unter dem Namen Paul Pozozza Museum.
Nach der Eröffnungsausstellung folgten noch weitere, an die zehn, Ausstellungen in den Räumen am Fürstenwall, die jeweils von mindestens zwei Künstlern, darunter auch Gäste, die nicht zu den Mitgliedern des PPM gehörten, bespielt wurden.
Neben dem Fürstenwall waren auch die Kasematten an der unteren Rheinwerft Ort für zwei weitere Ausstellungen, an denen jeweils zahlreiche Künstler aus verschiedenen Ländern teilnahmen.
Den Neubau hingegen, von dem in zahlreichen Texten die Rede ist, gab es zwar nicht, aber die Idee des Neubauprojekts hatte bei Ausstellungen und in Publikationen des Paul Pozozza Museums eine große Bedeutung. So existieren mehrere Neubaumodelle, die in Zusammenarbeit von je zwei, bzw. im Falle von Neubau V von drei Künstlern erarbeitet wurden.
Neubau I entstand in Zusammenarbeit von Julia Lohmann, Wasa Marjanov und A.J. Weigoni. Das zweite Modell mit dem Titel Neubau II – die Brücke ist von Marcel Hardung und Oveis Saheb. Das dritte Modell ist eine Gemeinschaftsarbeit von Adolphe Lechtenberg und Hilmar Boehle und hat den Titel Neubau III – Visum 1-3.
Diese drei Neubaumodelle sind abgebildet und mit Beschreibungen dokumentiert im Katalogbuch Studien zur Paul Pozozza Forschung. Band I. In diesem Katalogbuch ist ein Text von Dr. Ralf Bauer über die Neubaumodelle enthalten. Das Katalogbuch erschien 1989 anlässlich einer Ausstellung des Paul Pozozza Museums an zwei Orten in Hannover (in der Galerie Barz und in der Eisfabrik Hannover). Titel der damaligen Ausstellung war: Paul Pozozza Museum zeigt: Der Neubau. Es kann nur einen geben.
Es gibt noch ein weiteres Neubaumodell, Neubau V, das 1993 von Marcel Hardung, Adolphe Lechtenberg und Julia Lohmann als Gemeinschaftsarbeit geschaffen wurde. Dieses Modell wurde im Rahmen eines Wettbewerbs der Stadt Düsseldorf für die Gestaltung des Rheinufers mit Kunstwerken hergestellt. Zwar wurde dieses Modell später nicht als Gebäude ausgeführt, aber hier war der Gedanke an eine Realisierung des Museums als konkretes Gebäude vorhanden. Neubau V ist abgebildet im Buch Düsseldorfer Avantgarden, das 1995 im Richter Verlag Düsseldorf erschienen ist.

## Ziele des PPM
Unter Berufung auf einen Sammler, Paul Pozozza, der vorgeblich nach innovativen Möglichkeiten suchte, seine bestehende afrikanische Sammlung und vor allem moderne Kunst zu zeigen, entspann sich ein inszenierter Mythos, Person und Museum Pozozzas betreffend, der maßgeblicher Teil der Idee des PPM war. Die immer weitergeführte, dabei immer spekulativ gehaltene, Konstruktion Pozozzas füllt zahlreiche literarische Beiträge, die die tatsächlichen Ausstellungen im Rahmen des PPM begleiteten.
Die Idee der Künstlergruppe PPM war es, der etablierten Form des Kunstbetriebs ironisch zu begegnen. Unter Berufung auf die traditionelle Museumsform, die durch die Fiktion eines Museums karikiert wurde, formulierten die Künstler ihr Verständnis einer neuen, moderner Kunst entsprechenden Präsentationsform. Das PPM war Ausdruck eines modernen Kunstverständnisses auf der Suche nach geeigneten Möglichkeiten der freien Umsetzung und Vorstellung künstlerischer Ideen.

## Ausstellungen
- 1984 Gründung Paul Pozozza Museum, Düsseldorf, Fürstenwall 204
- 1984 Kasematte XX, Düsseldorf
- 1986 Kasematte KD II, Düsseldorf
- 1986/7 Galerie waschSalon, Frankfurt
- 1987 P.P.M., A.O.-Kunstraum Hamburg
- 1989 Paul Pozozza Museum zeigt: Der Neubau. Es kann nur einen geben., Galerie Barz und Eisfabrik Hannover
- 1989 Utopies 89 – L’Europe des Créateurs, Grand Palais, Paris (Präsentation der drei Neubaumodelle im Rahmen einer Ausstellung von utopischen Modellen in Architektur und Kunst: „Neubau I“ von Wasa Marjanov und Julia Lohmann; „Neubau II“ von Marcel Hardung und Oveis Saheb; „Neubau III – Visum“ von Hilmar Boehle und Adolphe Lechtenberg)
- 1991 Aktion von Adolphe Lechtenberg sechs Grundsteinlegungen für das Paul Pozozza Museum in Lateinamerika (in Cabo San Lucas und Acapulco, Mexico; Punta Arenas, Costa Rica, Panama-Kanal, Aruba, Grand Cayman)
- 1995 100 Jahre Paul Pozozza Museum, Ausstellungsraum Thomas Taubert, Düsseldorf
- 1996 PPM in Zusammenarbeit mit dem NBK Berlin
- 1997 Paul Pozozza Museum Kunstverein Lingen
- 1997/99 Erster KünstlerDevotionalienShop mit C. Brunetti, Pozzo Pozozza Berlin
- 1999 Hans-Peter Porzner. Das Projekt Museum für Moderne Kunst München. Das Paul Pozozza Museum in Zusammenarbeit mit Museum für Moderne Kunst München. Warhol meets Noland. 1952-1980-1997, NBK Berlin
- 2001 BEI DREI VOLLES PROGRAMM (mit Lars und Renate Brandt), John Doe und das Paul Pozozza Museum, Düsseldorf